# Isla Ilca
Isla Ilca ist eine unbewohnte Insel in El Salvador. Sie liegt rund 700 Meter östlich von Isla Zacatillo im Golf von Fonseca. 